# العلاقات الوسط إفريقية السيشلية
العلاقات الوسط أفريقية السيشلية هي العلاقات الثنائية التي تجمع بين جمهورية أفريقيا الوسطى وسيشل.

## مقارنة بين البلدين
هذه مقارنة عامة ومرجعية للدولتين:
| وجه المقارنة                                              | جمهورية أفريقيا الوسطى      | سيشل                                                |
| --------------------------------------------------------- | --------------------------- | --------------------------------------------------- |
| المساحة (كم2)                                             | 622.98 ألف                  | 459                                                 |
| عدد السكان (نسمة)                                         | 4.66 مليون                  | 95.84 ألف                                           |
| الكثافة السكانية (ن./كم²)                                 | 7.48                        | 20.88 ألف                                           |
| العاصمة                                                   | بانغي                       | فيكتوريا                                            |
| اللغة الرسمية                                             | لغة فرنسية، اللغة السانغوية | لغة فرنسية، لغة إنجليزية، اللغة الكريولية السيشيلية |
| العملة                                                    | فرنك وسط أفريقي             | روبية سيشلية                                        |
| الناتج المحلي الإجمالي (بليون دولار)                      | 1.95 مليار                  | 1.49 مليار                                          |
| الناتج المحلي الإجمالي (تعادل القوة الشرائية) بليون دولار | 3.03 مليار                  | 2.54 مليار                                          |
| الناتج المحلي الإجمالي الاسمي للفرد دولار أمريكي          | 323                         | 15.48 ألف                                           |
| الناتج المحلي الإجمالي للفرد دولار أمريكي                 | 594                         | 26.42 ألف                                           |
| مؤشر التنمية البشرية                                      | 0.350                       | 0.772                                               |
| رمز المكالمات الدولي                                      | +236                        | +248                                                |
| رمز الإنترنت                                              | .cf                         | .sc                                                 |
| المنطقة الزمنية                                           | ت ع م+01:00                 | ت ع م+04:00                                         |

## منظمات دولية مشتركة
يشترك البلدان في عضوية مجموعة من المنظمات الدولية، منها:
| علم المنظمة | اسم المنظمة                                 | تاريخ انضمام جمهورية أفريقيا الوسطى | تاريخ انضمام سيشل |
| ----------- | ------------------------------------------- | ----------------------------------- | ----------------- |
|             | يونسكو                                      | 11 نوفمبر 1960                      | 18 أكتوبر 1976    |
|             | وكالة ضمان الاستثمار متعدد الأطراف          | 8 سبتمبر 2000                       | 15 سبتمبر 1992    |
|             | الأمم المتحدة                               | 20 سبتمبر 1960                      | 21 سبتمبر 1976    |
|             | مجموعة دول أفريقيا والكاريبي والمحيط الهادئ | ?                                   | ?                 |
|             | الفريق المعني برصد الأرض                    | ?                                   | ?                 |
|             | الاتحاد البريدي العالمي                     | ?                                   | ?                 |
|             | البنك الدولي للإنشاء والتعمير               | 10 يوليو 1963                       | 29 سبتمبر 1980    |
|             | الاتحاد الدولي للاتصالات                    | 2 ديسمبر 1960                       | 17 سبتمبر 1999    |
|             | منظمة حظر الأسلحة الكيميائية                | ?                                   | 29 أبريل 1997     |
|             | مؤسسة التمويل الدولية                       | 1 أبريل 1991                        | 11 يونيو 1981     |
|             | المركز الدولي لتسوية المنازعات الاستشارية   | 14 أكتوبر 1966                      | 19 أبريل 1978     |
|             | منظمة الشرطة الجنائية الدولية               | ?                                   | 1 سبتمبر 1977     |
|             | الاتحاد الأفريقي                            | ?                                   | ?                 |
|             | البنك الإفريقي للتنمية                      | ?                                   | ?                 |

## وصلات خارجية
- موقع وزارة الخارجية السيشلية